# Theo Kanter
Theo Kanter, född 1954, är professor i datavetenskap med inriktning sensorbaserade tjänster vid Institutionen för data- och systemvetenskap (DSV) på Stockholms universitet.
Kanter arbetade länge som forskare och forskningsledare vid olika bolag inom Telia och Ericsson innan han disputerade som teknologie doktor i datorkommunikation vid KTH 2001. Doktorsavhandlingen rörde adaptiv personlig kommunikation, tjänstearkitekturer och protokoll och bidrog starkt till omvandlingen av mobiltelefonin med standardisering av Internettjänster i mobila nät. Efter disputation 2001 var Theo Kanter verksam som seniorforskare vid Ericsson Research och gästforskare vid Wireless@KTH. Forskningen handlade om delning och nyttjande av användar- och sensorinformation för smarta trådlösa Internettjänster som kan användas överallt via heterogen kommunikationsinfrastruktur. Kanter var verksam som professor i distribuerade system vid Mittuniversitetet mellan 2007 and 2013.
Kanters forskning är numera inriktad på Sakernas internet och hur man kan skapa distribuerade autonoma relationer mellan människor, platser och saker genom trådlös kommunikation och sensorer. Syftet är att erbjuda nya möjligheter för samhälleliga utmaningar inom till exempel transport och hälsa, genom att skapa tjänster som är intelligenta, reagerar på vad vi gör eller vad som sker runt omkring oss och kan ge oss nya immersiva och interaktiva upplevelser.